# All India Muslim League

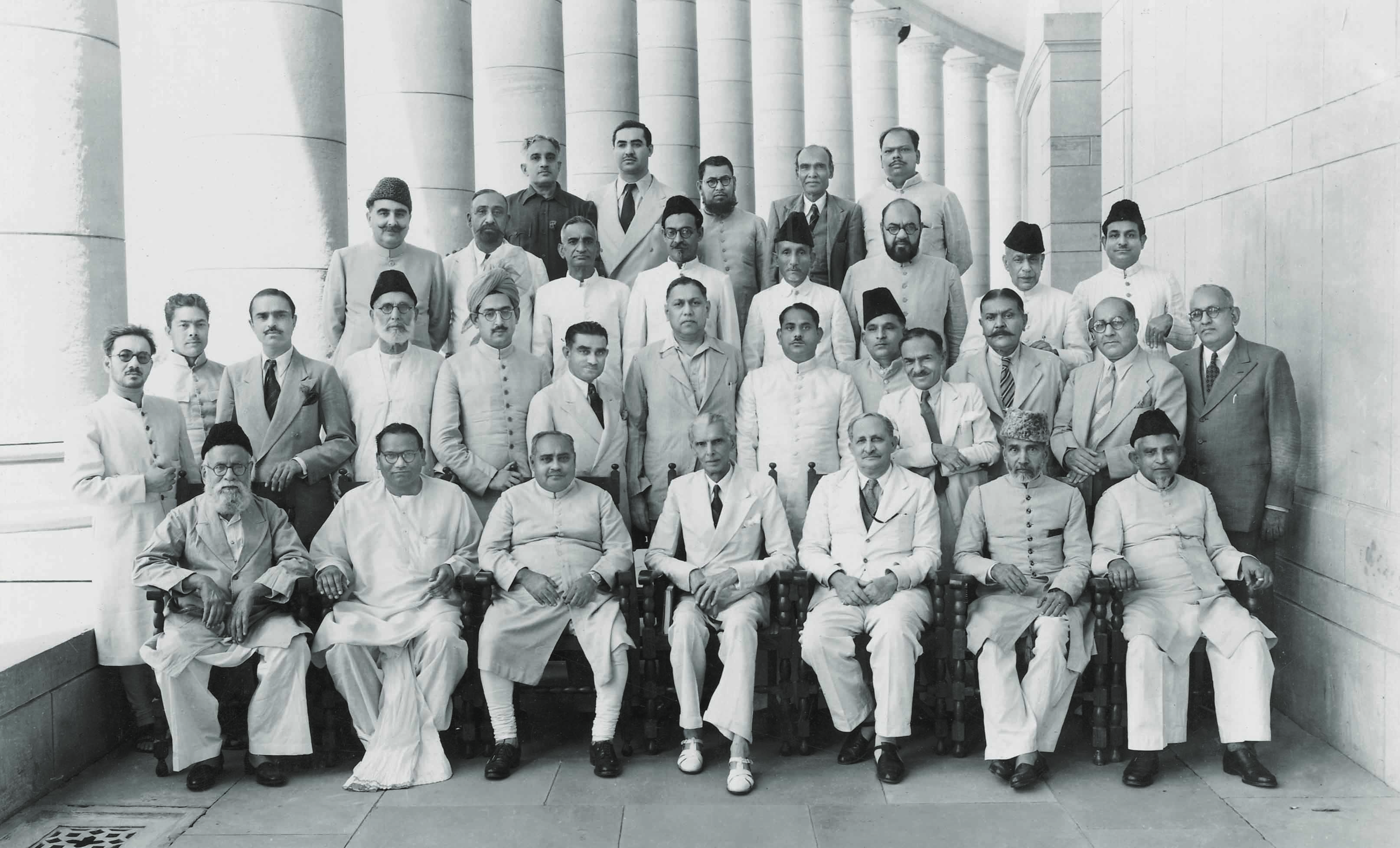
Centrala figurer inom Muslim League i New Delhi 1946.

All India Muslim League var en politisk rörelse i Indien som grundades 1906 som en intressegrupp för den muslimska befolkningen i Brittiska Indien. Även om rörelsen till en början arbetade för en enad, självständig stat kom den runt 1940 att få en ledande roll i Pakistanrörelsen, som drev frågan om en separat muslimsk statsbildning efter den brittiska avkoloniseringen av Indien.
Under ledarskap av Muhammed Ali Jinnah lyckades All India Muslim League att säkra staten Pakistan vid den indiska självständigheten 1947. Efter självständigheten upplöstes rörelsen officiellt i Indien, och i Pakistan bytte rörelsen namn till All Pakistan Muslim League, vilken utgjorde Pakistans styrande parti fram till valet 1954. Under 1960-talet splittrades rörelsen vidare, och vid 1970-talet var originalpartiet inte längre politiskt relevant.
I Indien kom resterna av Muslim League föra en tynande tillvaro efter självständigheten, mycket på grund av det indiska valsystemet som försvårar för muslimska partier att vinna mandat. Endast i Kerala har rörelsen fått fotfäste. Rörelsen har flera gånger splittrats och omgrupperats.
Den absolut viktigaste grupperingen idag är Indian Union Muslim League. Ett annat parti som arbetar under namnet Muslim League är Pachim Banga Rajya Muslim League ("Västbengalens delstats muslimska förbund"). I valet till Lok Sabha 2004 lanserade PBRML en kandidat i valkretsen Murshidabad, som fick 10 446 röster (1,04%).